# My Sister = My Clock
My Sister = My Clock is een ep van dEUS die werd uitgegeven in april 1995 en geproduceerd werd door de groep zelf.
De teksten zijn afwisselend van Tom Barman, Stef Kamil Carlens, Klaas Janzoons en Rudy Trouvé, waarvan enkele in samenwerking. Het lied The Horror Partyjokes wordt voorafgegaan door een Oekraïens sprookje en is ingesproken door een Sergey.

## Nummers
1. "Middlewave" (Stef Kamil Carlens)
2. "Almost White" (Rudy Trouvé)
3. "Healthinsurance" (Tom Barman)
4. "Little Ghost" (Stef Kamil Carlens)
5. "How to Row a Cat" (Klaas Janzoons)
6. "Only a Colour to Her" (Tom Barman, Stef Kamil Carlens, Craig Ward)
7. "Sweetness" (Klaas Janzoons, Peter Vermeersch, Pierre Vervloesem, Rudy Trouvé)
8. "Sick Sugar" (Rudy Trouvé)
9. "The Horror Partyjokes" (Tom Barman, Stef Kamil Carlens)
10. "Void" (Rudy Trouvé)
11. "San Titre Pour Sira" (Klaas Janzoons)
12. "Glovesong" (Tom Barman)
13. "Lore in the Forest" (Tom Barman, Stef Kamil Carlens, Rudy Trouvé, Klaas Janzoons, Jules De Borgher)

## Bezetting
- Jules De Borgher (drums, percussie)
- Klaas Janzoons (keyboards, percussie, piano, programmatie, viool)
- Laure Trouvé (stem)
- Pierre Vervloesem (klarinet)
- Rudy Trouvé (effecten, elektrische gitaar, piano, programmatie, zang)
- Stef Kamil Carlens (akoestische gitaar, backing vocals, basgitaar, piano, zang)
- Tom Barman (backing vocals, elektrische gitaar, zang)